# Canton d'Écos
Le canton d'Écos est une ancienne division administrative française située dans le département de l'Eure et la région Haute-Normandie.

## Géographie
Ce canton était organisé autour d'Écos dans l'arrondissement des Andelys. Son altitude variait de 10 m (Giverny) à 162 m (Mézières-en-Vexin) pour une altitude moyenne de 102 m.

## Histoire
- De 1833 à 1848, les cantons d'Ecos et de Lyons-la-Forêt avaient le même conseiller général. Le nombre de conseillers généraux était limité à 30 par département.

## Représentation

### Conseillers d'arrondissement (de 1833 à 1940)
| Période                                  | Période      | Identité                                  | Étiquette                | Qualité |
| ---------------------------------------- | ------------ | ----------------------------------------- | ------------------------ | --- |
| 1833                                     | 1839         | André Alexandre Legrand dit de Guitry     | Droite                   | Propriétaire-cultivateur Maire de Guitry                                                                    |
| 1839                                     | 1852         | Marquis Armand Alain de Fayet (1787-1872) |                          | Capitaine aide de camp du Maréchal Prince d'Eckmühl, chef de bataillon de la Légion de l'Eure, maire d'Écos |
| 1852                                     | 1864         | M. Legoux                                 |                          | |
| 1864                                     | 1871         | Nicolas Ridel                             | Droite bonapartiste      | Propriétaire-agriculteur à Requiécourt, maire de Cahaignes                                                  |
| 1871                                     | 1877         | M. Desabie                                |                          | |
| 1877                                     | 1883         | Paul-Michel Méry de Bellegarde            |                          | Propriétaire à Berthenonville                                                                               |
| 1883                                     | 1889         | M. Frémont                                | Républicain              | Maire de Fourges                                                                                            |
| 1889                                     | 1893         | Clément Hervé                             | Républicain              | Propriétaire à Pressagny-l'Orgueilleux                                                                      |
| 1893                                     | 1901         | Jean-Baptiste Gallois                     | Républicain              | Agriculteur, maire de Panilleuse                                                                            |
| 1901                                     | 1906 (décès) | M. Leconte                                | Républicain              | |
| 1906                                     | 1928         | Jacques Villard                           | Républicain progressiste | Maire de Fours                                                                                              |
| 1928                                     | 1937         |                                           |                          | |
| 1937                                     | 1940         | Henri Boutin                              | SFIO                     | Instituteur honoraire, maire de Gasny                                                                       |
| 1940                                     |              |                                           |                          | Les conseils d'arrondissement ont été suspendus par la loi du 12 octobre 1940 et n'ont jamais été réactivés |
| Les données manquantes sont à compléter. |              |                                           |                          | |

### Conseillers généraux (de 1833 à 2015)
| Période | Période      | Identité                                            | Étiquette           | Qualité |
| ------- | ------------ | --------------------------------------------------- | ------------------- | --- |
| 1833    | 1841 (décès) | Baron Louis Pierre Édouard Bignon                   | Gauche              | Ancien ministre plénipotentiaire Député de l'Eure (1815, 1817 → 1823, 1827 → 1837) Pair de France                                                                                  |
| 1842    | 1852         | André Alexandre Legrand dit de Guitry               | Droite              | Propriétaire-cultivateur Maire de Guitry, conseiller d'arrondissement Député de l'Eure (1849 → 1851)                                                                               |
| 1852    | 1871         | Marquis Armand Alain de Fayet (1787-1872)           |                     | Capitaine aide de camp du Maréchal, Prince d'Eckmühl (1833) Chef de bataillon de la Légion de l'Eure, maire d'Écos, conseiller d'arrondissement                                    |
| 1871    | 1880 (décès) | Nicolas Ridel                                       | Droite bonapartiste | Propriétaire-agriculteur à Requiécourt Maire de Cahaignes, conseiller d'arrondissement                                                                                             |
| 1880    | 1886         | Charles Bongrand                                    | Républicain         | Médecin à Tourny |
| 1886    | 1893 (décès) | Charles Théodule Ernest Viconte (1839-1893)         | Républicain         | Propriétaire, maire de Tourny |
| 1893    | 1928 (décès) | Clément Hervé,                                      | RG                  | Propriétaire à Château-sur-Epte Maire de Château-sur-Epte (1884 → 1928) Conseiller d'arrondissement (1889 → 1893) Chevalier de la Légion d'honneur                                 |
| 1928    | 1940         | Jacques Villard                                     | RG-URD              | Maire de Fours-en-Vexin, conseiller d'arrondissement |
|         |              |                                                     |                     | |
| 1943    | 1945         | Roger Halbout (1902-1985)                           | Droite              | Notaire Maire d'Écos Nommé conseiller départemental en 1943 |
|         |              |                                                     |                     | |
| 1945    | 1949         | René Mayer                                          | Rad.                | Haut-fonctionnaire Maire de Giverny (1945 → 1953) Député de Constantine (1946 → 1955) Ministre (1944 → 1945 ; 1947 → 1948 et 1949 → 1952) Président du Conseil (janvier-juin 1953) |
| 1949    | 1973         | Roger Halbout (1902-1985)                           | DVD                 | Notaire à Écos, propriétaire à Saint-Arnoult |
| 1973    | 1979         | Paul Jouyet                                         | UDR puis RPR        | Notaire à Écos Ancien conseiller général du Canton de Montfort-sur-Risle |
| 1979    | 1980 (décès) | Suzanne Deschaux-Beaume                             | PS                  | Adjointe au maire de Château-sur-Epte |
| 1980    | 1992         | Freddy Deschaux-Beaume (époux de S.Deschaux-Beaume) | PS                  | Inspecteur départemental de l'Éducation nationale Adjoint au maire de Château-sur-Epte Député de l'Eure (1981 → 1993) Maire des Andelys (1989 → 1995)                              |
| 1992    | 2015         | Michel Jouyet (fils de Paul Jouyet)                 | UMP                 | Notaire à Écos Maire d'Écos (2008 → 2015 ) Président de la CC Epte-Vexin-Seine ( ? → 2016)                                                                                         |

## Composition
Le canton d'Écos regroupait vingt-trois communes et comptait 13 178 habitants (recensement de 1999 sans doubles comptes).
| Communes                   | Population (2012) | Code postal | Code Insee |
| -------------------------- | ----------------- | ----------- | ---------- |
| Berthenonville             | 211               | 27630       | 27060      |
| Bois-Jérôme-Saint-Ouen     | 677               | 27620       | 27072      |
| Bus-Saint-Rémy             | 277               | 27630       | 27121      |
| Cahaignes                  | 299               | 27420       | 27122      |
| Cantiers                   | 203               | 27420       | 27128      |
| Château-sur-Epte           | 661               | 27420       | 27152      |
| Civières                   | 227               | 27630       | 27160      |
| Dampsmesnil                | 201               | 27630       | 27197      |
| Écos                       | 887               | 27630       | 27213      |
| Fontenay                   | 265               | 27510       | 27255      |
| Forêt-la-Folie             | 363               | 27510       | 27257      |
| Fourges                    | 772               | 27630       | 27262      |
| Fours-en-Vexin             | 145               | 27630       | 27264      |
| Gasny                      | 2 941             | 27620       | 27279      |
| Giverny                    | 524               | 27620       | 27285      |
| Guitry                     | 240               | 27510       | 27308      |
| Heubécourt-Haricourt       | 401               | 27630       | 27331      |
| Mézières-en-Vexin          | 605               | 27510       | 27408      |
| Panilleuse                 | 469               | 27510       | 27449      |
| Pressagny-l'Orgueilleux    | 757               | 27510       | 27477      |
| Sainte-Geneviève-lès-Gasny | 698               | 27620       | 27540      |
| Tilly                      | 457               | 27510       | 27644      |
| Tourny                     | 898               | 27510       | 27653      |

## Démographie
| 1962  | 1968  | 1975  | 1982   | 1990   | 1999   | 2006   | 2011   | 2012   |
| ----- | ----- | ----- | ------ | ------ | ------ | ------ | ------ | ------ |
| 7 211 | 7 352 | 8 417 | 10 109 | 12 496 | 13 178 | 13 416 | 13 953 | 14 015 |